# Appel du 10 juillet 1940

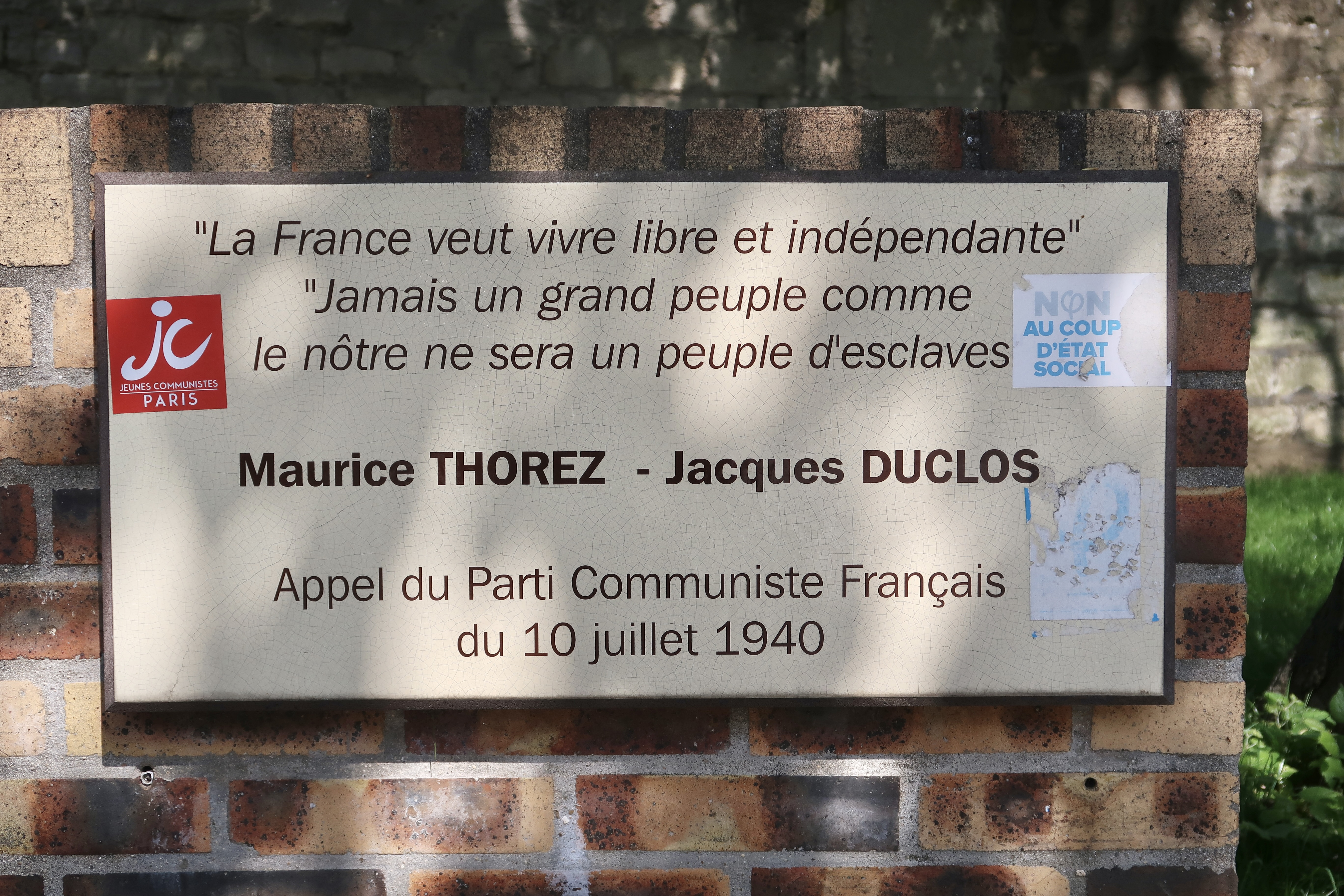
Plaque commémorative à Bobigny reprenant des extraits de l'appel :
La France veut vivre libre et indépendante
Jamais un grand peuple comme le nôtre ne sera un peuple d'esclaves

L'Appel du 10 juillet 1940 est un texte du Parti communiste français (PCF), intitulé Peuple de France, antidaté, rédigé aux alentours du 15 juillet 1940 par Jacques Duclos, signé Thorez-Duclos et distribué à partir de la fin juillet 1940.
Le 10 juillet 1945, L'Humanité publia à la « une » un court texte signé par Maurice Thorez, secrétaire général du PCF, et Duclos, intitulé « Le dix juillet 1940, le Parti communiste appelait à la lutte ». Le chapô de l'article précise : lutte « contre les envahisseurs et les traitres de Vichy ». En décembre 1947, le PCF publia un fac-similé d'un faux numéro de son quotidien, L'Humanité, daté du 10 juillet 1940 et contenant ce même court texte, une version raccourcie et remaniée du texte original. Ce fac-similé est reproduit dans la revue communiste Regards en 1950 et encore dans L'Humanité en 1990. Ce faux visait à rivaliser avec l'appel du 18 juin du général de Gaulle et à accréditer une orientation politique qui ne fut adoptée en réalité qu'au printemps 1941 : l'entrée dans la résistance, la lutte armée et l'union des communistes avec les autres mouvements de résistance.
Plusieurs versions du texte ont été publiées par les communistes à partir de 1940, qui divergent sur plusieurs points. Une version plus longue mais revue et corrigée est publiée par Florimond Bonte, dirigeant communiste, en 1950 dans son livre Le chemin de l'honneur. Maurice Thorez publie une autre version en 1959, plus proche de l'originale.

## Contexte
Le 23 août 1939, l'URSS signe le pacte germano-soviétique, un accord de non-agression (et secrètement de partage de l'Europe centrale) avec l'Allemagne nazie, faisant suite  aux accords de Munich entre le Reich, la France et le Royaume-Uni, menant au démantèlement de la Tchécoslovaquie, et à l'échec du traité franco-soviétique d'assistance mutuelle en vue d'une éventuelle défense face à l'Allemagne nazie. Un tiers des députés se désolidarise de la nouvelle ligne de condamnation de la « guerre impérialiste » dictée par le Komintern, mais la direction suit les directives de Moscou.
Le gouvernement Daladier, estimant que les communistes découragent l'effort de guerre, interdit la presse communiste le 26 août 1939. Les députés restants votent à l'Assemblée les crédits de guerre le 2 septembre, mais le Parti communiste (SFIC) est ensuite interdit par un décret-loi du 26 septembre 1939. Les 43 députés restés fidèles à la ligne du parti fondent le Groupe ouvrier et paysan français à la Chambre des députés. Ces députés sont toutefois arrêtés le 8 octobre 1939, déchus de leur mandat le 21 janvier 1940, puis condamnés à des peines allant de quatre ans de prison avec sursis à cinq ans de prison ferme. Certains parlementaires vivent dans la clandestinité en France ou sont emprisonnés. Le secrétaire général du PCF, Maurice Thorez, mobilisé, déserte l'armée française en octobre 1939, et se réfugie en Belgique, où est reconstituée la direction du PCF, désormais clandestin.
En juin 1940, des militants suivis de près par Jacques Duclos et Maurice Thorez, demandent aux autorités allemandes l'autorisation de faire reparaître légalement L'Humanité. En dépit des promesses obtenues par les Allemands, l'autorisation n'est pas accordée.
Le 10 juillet 1940, l'Assemblée nationale vote les pleins pouvoirs constituants à Philippe Pétain, alors président du Conseil.

## Polémiques
En 1945, le quotidien anticommuniste L'Époque, dans un article ironique de l'ancien résistant Jean-Louis Vigier intitulé « Non, le 10 juillet 1940 vous n'étiez pas encore antiallemands », évoque le court texte publié par le quotidien communiste le 10 juillet 1945 et diffusé aussi sous forme d'affiches. Il signale qu'il a été publié sous forme de tract pendant la guerre, sous le nom d'« Appel au peuple de France », dans une version bien plus longue. Or les phrases publiées en 1945 « existaient bien mais disséminées dans un contexte qui en changeait le sens ». Si Thorez et Duclos appelaient bien à la lutte, c'était à la lutte « non pas contre Hitler mais contre les hommes responsables de la guerre à Hitler ». Vigier signale aussi dans son article que L'Humanité a failli reparaitre au début de l'Occupation à la demande de certains cadres communistes.

En 1964, une polémique de presse évoque en France l'appel pour le critiquer. Emmanuel d'Astier de La Vigerie, ancien résistant, ancien « compagnon de route des communistes » devenu gaulliste de gauche, directeur-gérant du journal Libération, est d'abord pris à partie par un périodique communiste, France Nouvelle, affirmant qu'il oubliait dans un article « l'appel à la résistance du 10 juillet 1940 signé Maurice Thorez et Jacques Duclos ». D'Astier critique en guise de réponse l'attitude de la direction du Parti communiste en 1940 et affirme qu'« à aucun moment » le contenu du tract ne viserait à résister contre les Allemands : 

« Je n'ai pas oublié l'Appel au peuple de France du 10 juillet 1940, que vous nommez Appel à la Résistance. J'entends le texte complet, et non la reproduction qu'en a donnée Maurice Thorez dans Fils du peuple. Ce texte ne porte aucune condamnation du fascisme ou du nazisme ni aucun appel à la résistance contre l'occupant allemand. »

France nouvelle rétorque que ce sont là des « accusations calomnieuses »,,. L'Humanité publie ensuite à nouveau le fac-similé de L'Humanité clandestine du 10 juillet 1940 contenant l'appel signé de Thorez et Duclos invitant à constituer « autour de la classe ouvrière ardente et généreuse (...) le Front de la liberté, de l'indépendance et de la renaissance de la France ». Un autre hebdomadaire de gauche, France Observateur, publie le texte complet pour montrer que certaines de ses phrases mises bout à bout ont servi à constituer l'appel reproduit par le quotidien communiste en décembre 1947 sous forme de photographie. Cet hebdomadaire estime alors que « les communistes devraient bien, dans l'intérêt de l'union de la gauche comme dans leur propre intérêt, jeter définitivement au panier ce document ». Il commente : 

« À les voir mettre tant de soin à dissimuler la vérité, on pense tout naturellement que cette vérité est scandaleuse, voire honteuse. On oublie du coup ce qu'était la France en 1940 et ce que pouvaient être les problèmes d'un parti révolutionnaire qui croyait alors la guerre terminée et Hitler au pouvoir pour de très longues années. Il y a eu erreur de jugement, il n'y a pas eu trahison. »

Auparavant, le texte complet et authentique avait paru dans des brochures peu lues et issues de milieux anticommunistes voulant dénoncer le faux. L'officine anticommuniste de Georges Albertini l'avait diffusé, notamment lors des élections législatives de 1951, pour combattre les communistes. En 1958, sa revue Est § Ouest étudie ses versions successives.

## Contenu de l'appel complet

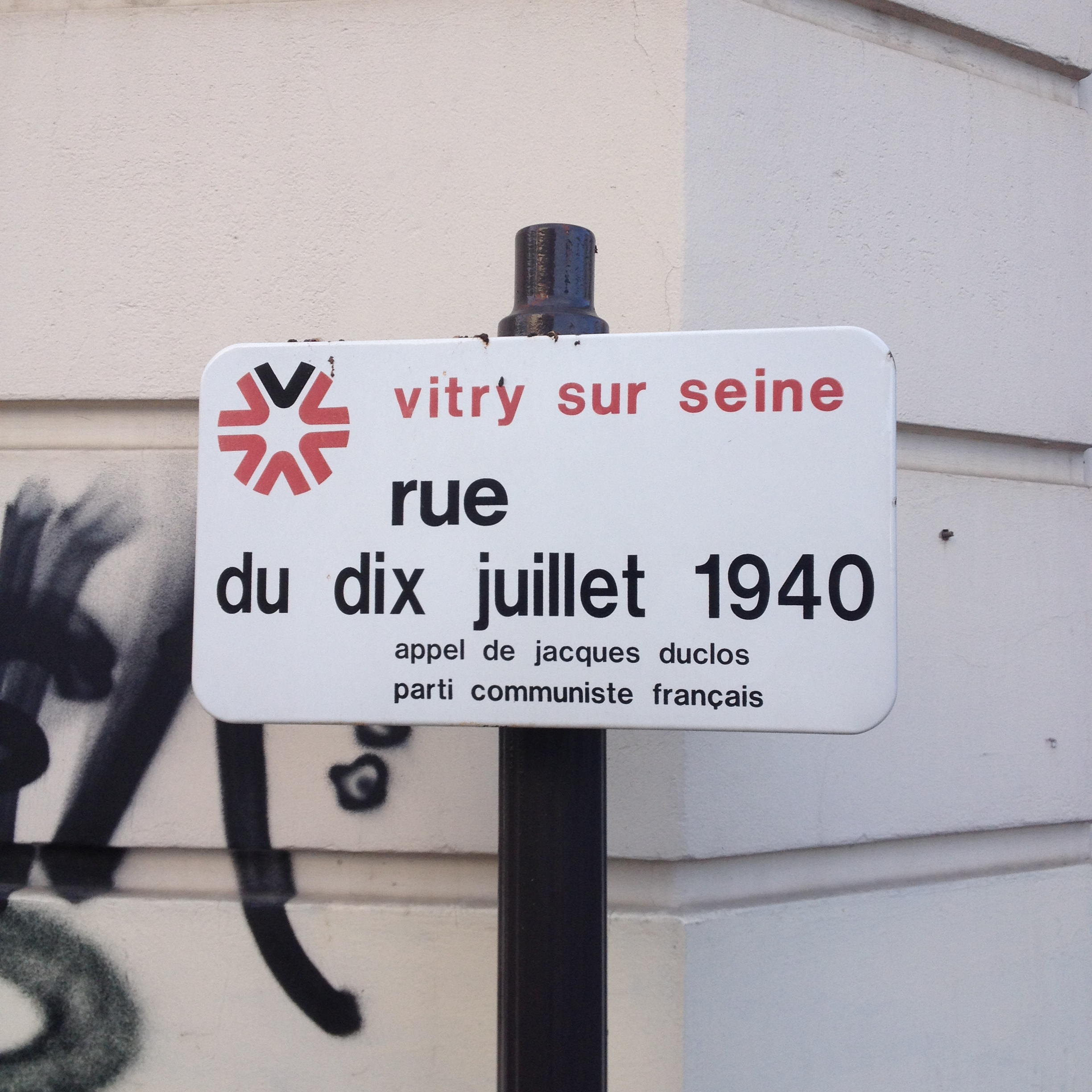
Rue du 10 juillet 1940 à Vitry-sur-Seine.

Selon Raymond Dallidet (dit Raph), chargé d'organiser le service d'impression clandestin des publications communistes, le tract aurait été tiré à 600 000 exemplaires par l’imprimeur Roger Tirand, ancien maire des Molières, en Seine-et-Oise, et distribué clandestinement à travers le pays,.
Ce texte a souvent été cité comme témoignant de l’engagement précoce des communistes dans la Résistance. De fait, il prend à partie « la clique des dirigeants banqueroutiers de la politique de guerre » qui « a bénéficié de l’appui de tous les partis, unis dans une même besogne de trahison et dans une même haine de la classe ouvrière et du communisme » et à cause de laquelle « la moitié du territoire français subit l'occupation allemande ». Il affirme plus d'une dizaine de fois « la volonté d'indépendance de tout un peuple » (souligné dans le texte), la volonté de la France de « vivre libre et indépendante » (souligné dans le texte), son refus de devenir « une sorte de peuple colonisé ». Plus généralement, le texte pose en principe son refus de toute « oppression d'un peuple par un autre peuple » : « Il n’y a de paix véritable que dans l’indépendance des Peuples et les Communistes qui revendiquent pour la France le droit à son indépendance (souligné dans le texte), proclament aussi le droit à l’indépendance des Peuples coloniaux asservis par les impérialistes ».
D'après la lecture de d'Astier, il dénoncerait exclusivement les « gouvernements indignes » qui ont voulu la guerre contre l’Allemagne et sont responsables de la défaite et de l’occupation allemande (présentée comme contraire à l'exigence de liberté prêtée au peuple français dans l'appel). Il vilipende  aussi « le gouvernement de traîtres et de vendus qui siège à Vichy », Pétain, qualifié de « dictateur », Laval mais aussi « le Parti de Blum et de Paul Faure », « les Princes de l’Église », les « fauteurs et profiteurs de guerre ». Il appelle à « chasser le gouvernement de traitres et de valets ». Mais il évoque le besoin de paix et fustige « la France enchaînée au char de l’impérialisme britannique ». Il appelle aussi à plusieurs reprises à « remettre la France au travail » car si la France doit se relever, c'est « par son travail ». Le texte oppose les élites politiques et sociales, corrompues, au peuple dans lequel « résident les grands espoirs de libération nationale et sociale » et appelle les travailleurs à s'unir pour « panser les plaies ». C'est grâce à la classe ouvrière guidée par le Parti communiste que « peut se constituer le front de la liberté, de l'indépendance et de la renaissance de la France ». Le texte exalte les communistes qui ont lutté contre la guerre, l'Union soviétique et la « lutte contre le régime capitaliste ».
Il entre en cohérence avec les présupposés qui avaient conduit à la signature du « Pacte germano-soviétique », explicitement nommé et invoqué. Il exige que les députés et sénateurs communistes, déchus et emprisonnés par Daladier à cause de leur approbation du Pacte germano-soviétique (23 août 1939), soient libérés et rétablis dans leurs droits et fonctions et aussi que reparaisse la presse du Parti communiste. De fait, au moment de la rédaction de l'appel, des représentants du Parti négocient avec les autorités allemandes la reparution légale de L'Humanité. Pour Stéphane Courtois, la formule frontiste développée dans le texte préfigure celle que le PCF adoptera au printemps 1941.
Le tract est signé « au nom du Comité Central du Parti Communiste Français » à la fois par Maurice Thorez, secrétaire général (qui se trouvait alors en URSS), et Jacques Duclos, secrétaire (qui résidait dans la clandestinité près de Paris).

## Postérité et remaniement du texte après la guerre
L'historien Rémi Dalisson relève que dès 1946, « les commémorations opposent bien deux mémoires antagonistes et la commémoration de l'appel du 10 juillet 1940 par le Parti communiste français (PCF) devient une « anti-commémoration » du 18 juin 1940 ». Or dans les années d'après-guerre, afin de graver dans le marbre et dater un appel qui pouvait être mis en parallèle avec l’appel du 18 juin du général de Gaulle, le PCF a fabriqué une fausse Humanité clandestine datée du 10 juillet 1940 en réagençant certains passages du texte Peuple de France sous le titre Appel du 10 juillet.
L'historien Antoine Prost note également que le texte censé avoir été rédigé le 10 juillet dénonce des ministres nommés le 13 juillet et ajoute que son contenu ne cadrait pas avec la stratégie du PCF à l'égard de l'occupant à ce moment-là.
Les historiens Jean-Pierre Besse et Claude Pennetier expliquent que le faux a été fabriqué dans les années 1950. Un tract originel différent du texte de L'Humanité a bien existé, comme l'admet Claude Pennetier en 2007, rejoignant les autres historiens qui s’étaient exprimés sur le sujet depuis la thèse de Stéphane Courtois (1980) : « Cela dit le texte Peuple de France existe bien, il a été diffusé largement fin juillet, début août. » On peut en voir un exemplaire au Musée de la Résistance nationale de Champigny-sur-Marne, dont le conservateur est Guy Krivopissko.
L'historien Roger Bourderon rappelle que le texte intégral de l'appel figure dans la publication des Œuvres de Maurice Thorez de 1964, alors qu'il n'en est pas l'auteur.